# Karatekas and Co
Karatekas and Co est une série télévisée française en six épisodes de 80 minutes, réalisée par Edmond Tyborowski et diffusée à la télévision du 30 juillet au 12 septembre 1973. La série fut l'une des dernières fictions de l'ORTF à être diffusée en noir et blanc.  

## Synopsis
Cinq personnages venus de divers services se sont réunis pour former le Karatékas, agence spécialisée dans la pratique de l’activisme pacifiste. L’équipe est dirigée par l'Empereur (Jean Marais), homme cultivé, officiellement conservateur en chef du Musée Guimet mais aussi ancien agent diplomatique spécial en Extrême-Orient. À l'occasion, il reprend du service quand la cause lui paraît bonne et cela va l'entraîner dans six aventures. Avant chaque enquête, l'Empereur et ses amis font un entrainement de karaté. En tant que pacifistes, c'est leur seule arme pour se défendre contre les terroristes et les espions.

## Fiche technique
- Titre : Karatekas and Co
- Réalisation : Edmond Tyborowski
- Scénario : José Rubéry
- Adaptation et dialogues : Henri Viard
- Musique : José Rubery
- Direction musicale : Henri Pélissier
- Combats et cascades : Claude Carliez
- Armes et explosifs : Marc Cauvy
- Directeur de la photographie : Claude Robin
- Production :  Office de Radiodiffusion Télévision Française (ORTF)
- Atelier de production : Claire Bonneval
- Décoration : Alain Maumoury et Robert Voisin
- Costumes : Yvonne Sassinot
- Ingénieurs du son : Claude Couchouron et Michel Augei
- Montage magnétoscope : Thérèse Sontag
- Pays :  France
- Langue : français
- Format : Vidéos en Noir et Blanc - son mono
- Nombre d'épisodes : 6
- Durée : 480 minutes (80 x 6)
- Dates de première diffusion :  France : 30 juillet 1973

## Distribution
- Jean Marais : L'Empereur
- Anna Gaël : Diana
- Bernard Rousselet : Georges Schmid
- Iska Khan : Iska
- Jean-Pierre Mary : Jacques Filotin
- Autres acteurs selon les épisodes :
- Nicole Pescheux : Chiquitta (épisode 1)
- Malka Ribowska : Eleonor Freeman (épisodes 1 et 6)
- Gamil Ratib : Sandra Goor
- Georges de Caunes : lui-même
- Paul Rieger : le gendarme (épisode 2)
- Jean Coste : le boulanger
- Max Amyl : l'ingénieur du barrage (épisode 3)
- Bernadette Stern : Karine
- Alain Nobis : le PDG
- Guy Delorme : le perceur de coffre fort
- Nicolas Vogel : Georges de Caussade (épisode 4)
- Robert Berri : le commissaire Cassou
- Pierre Mirat : Gaubelle
- Yvon Sarray : le préfet
- Jacques Hilling : Le PDG Le Vigan (épisode 5)
- Gérard Lorin : Blomet
- Michel Charrel (épisode 2)
- Jacques Marbeuf (épisode 2)

- Jack Berard : le chef des moniteurs
- André Dumas : Guibert, le directeur de la raffinerie (épisode 6)
- Pierre Plessis : Professeur Maguelonne
- J. Warfield : Warfield, le journaliste d'investigation

## Épisodes
1. La Couronne d’Attila : Après une interview télévisée, l’Empereur s’apprête à partir en vacances avec sa femme et ses deux enfants. Il reçoit alors la visite d’Eleonor Freeman, une scientifique de renommée mondiale, venue lui demander de reprendre ses activités d’agent secret pour participer à une mission archéologique. Celle-ci mène des fouilles dans une région de grottes du sud-est de la France, avec pour objectif officiel de retrouver la couronne d’Attila, enfouie au XIe siècle dans un aven du haut Gard. Les fouilles sont dirigées par Sandra Goor, criminel et terroriste international. L’Empereur accepte de se charger de l’affaire…
2. Le Club de l’eau plate : Dans ce 2e épisode, les Karatékas doivent résoudre une affaire complexe. En juillet 1944, la 4e division Panzer de la Wehrmacht, avant sa débâcle, a immergé cinq millions en lingots d’or et une caisse de documents secrets dans un lac de montagne. En 1945, à la conférence de Yalta, les Alliés décidèrent de laisser cette caisse au fond du lac, sous haute surveillance, car la divulgation de ces secrets aurait provoqué un cataclysme politique. Des antennes des services spéciaux de tous les pays se sont installées autour du lac, formant le « Club de l’eau plate ». Mais qui dit surveillance dit convoitise, espionnage et interventions meurtrières… L’Empereur dépêche les Karatékas, qui trouveront sur place des alliés inattendus : le club des motards sympas.
3. Mozart passe la mesure : Dans ce 3e épisode, l’Empereur informe ses Karatékas que la société française Supernova, travaillant pour la défense nationale et spécialisée dans les métaux à haute résistance destinés à la recherche spatiale, a subi une attaque sans précédent. Supernova IV, appareil supersonique de conception entièrement nouvelle, aurait dû consacrer la suprématie de l’industrie aéronautique française… si un document capital n’avait pas été volé : celui détaillant les procédés chimiques de fabrication des matériaux. Dix ans de recherche sont en jeu. L’Empereur décide d’opérer en ordre dispersé pour frapper vite et par surprise, « car l’initiative, c’est la moitié de la victoire ». Au cours de cette enquête, les Karatékas collaboreront avec la sécurité industrielle et croiseront la route d’une mystérieuse diva, interprète magistrale de Mozart, tandis qu’un barrage sur la Dordogne est menacé. Mais pourquoi ?
4. La Nuit des parfaits : Dans ce 4e épisode, les Karatékas affrontent les adeptes d’un ordre lié aux Templiers. Étrangement, l’Empereur est moins préoccupé par la vague d’assassinats de riches personnalités à Albi (Tarn) que par la présence d’une petite croix doublement fléchée sur l’une des victimes. Une paléographe lui révèle qu’il s’agit du symbole ésotérique des sociétés secrètes cathares. Toutes ces personnalités ont un lien passé avec la fameuse Blue Sky, luxueuse maison close dirigée par Madame Laforge, devenue depuis bienfaitrice de la paroisse. Retrouvée morte avant d’avoir pu parler, elle emporte avec elle le secret d’un carnet compromettant. Est-ce la Vertu qui tue le Vice, ou l’Argent sale au service de la Morale ? Nouvelle croisade contre les Albigeois par l’Ordre des hospitaliers de la Perfection ? Ou simple escroquerie visant à récupérer le million de dollars destiné à restaurer Cordes, haut lieu du catharisme ?
5. Deux millions de fusils : Dans ce 5e épisode, l’Empereur reçoit un message de M. Le Vigan (Jacques Hilling), PDG du trust pharmaceutique ETERNITA : « Pour faire face à la guerre biologique, les états-majors ont conçu des défoliants capables d’anéantir la végétation sur de vastes zones. Les clichés que je vous transmets en apportent la preuve. Mes laboratoires, non pour fabriquer ce produit mais pour en contrer les effets, ont engagé des recherches à des fins civiles. L’un de mes chercheurs a été assassiné, et le crime maquillé en suicide. Je vous engage à titre privé, comme détective… ». L’Empereur découvre qu’un membre d’ETERNITA veut répandre une drogue qui détruit les plantes, source d’oxygène pour la faune et l’homme. Le vecteur : les chasseurs, qui l’utiliseront à leur insu dans leurs munitions. Le calcul est implacable : 5 g par cartouche × 2 millions de chasseurs × 20 dimanches de chasse × 50 cartouches = 10 000 tonnes de poison/an, et 20 millions d’hectares ravagés. Les Karatékas n’ont que huit jours avant l’ouverture de la chasse.
6. Quelque part en Méditerranée : Dans ce 6e et dernier épisode, l’Empereur enquête sur une série d’incendies visant des raffineries, dont la dernière, celle de la SNTR (Société Méditerranéenne de Traitement et de Raffinage), a causé 200 milliards de dollars de pertes. Très vite, il comprend qu’il devra affronter non seulement les incendiaires, mais aussi leurs victimes, peu enclines à voir leurs affaires examinées. Le consortium pétrolier mondial veut contrer un journaliste américain, Walfred, d’origine afghane, qui enquête sur l’île de Port Azur. Ce complexe touristique abrite en réalité un laboratoire clandestin développant une hormone à haut pouvoir calorifique, sous forme de pilule, destinée à l’alimentation artificielle de pays sous-développés. Selon Walfred, le produit est toxique, voire mortel. Seule une action clandestine peut stopper ce projet, face à un groupe de pression plus puissant que n’importe quel gouvernement. Mais Walfred dit-il la vérité, ou est-il un mythomane obsédé par l’idée que le pétrole détruira le monde par la pollution ? Paradoxe d’une situation explosive : les Karatékas travaillent pour une entreprise qui veut abattre un adversaire dénonçant des activités nuisibles à des millions d’êtres humains. Qui sont les bandits, et qui sont les honnêtes gens ?

## Autour de la série
Marais ne connaîtra guère de satisfaction avec ce feuilleton inspiré par la vogue des arts martiaux, tourné pour la première fois avec les moyens de la vidéo mobile, utilisant des caméras légères. Les relations sont tendues entre lui et le réalisateur, Edmond Tyborowski.